# Astragalus physodes
Astragalus physodes är en ärtväxtart som beskrevs av Carl von Linné. Astragalus physodes ingår i släktet vedlar, och familjen ärtväxter. Inga underarter finns listade i Catalogue of Life.